# Monogramista IE
Monogramista IE, též Mistr I.E. (aktivní 1480-1500) byl rytec pracující v dílně Martina Schongauera. Je pomocně označován na základě gotických iniciál iniciál I.E., které byly nalezeny na zadní straně jediného grafického listu.

## Život a dílo
O životě tohoto umělce nejsou známé žádné podrobnosti. Gotické iniciály I.E. byly nalezeny na zadní straně jediné dochované rytiny venkovanky s klobásou (Kupferstichkabinett, Staatliche Museen zu Berlin), jinak nejsou grafické listy signovány. Jeho rytiny navazují stylisticky na Martina Schongauera a předpokládá se, že byl jeho žákem nebo spolupracovníkem. Některá díla Mistra I.E., jako sv. Maří Magdalena ze sbírky Metropolitního muzea umění v New Yorku, v detailech překonávají učitele. Maří Magdalena je znázorněna jako samostatná postava pouze se svým atributem - nádobou s mastí, kterou ošetřila Kristovy nohy. Její oděv má brokátový vzor, který v rytinách Martina Schongauera nemá předlohu.
Mistr I.E. vytvořil sérii rytin sv. Apoštolů podle Martina Schongauera. Jeden z těchto tisků sloužil jako kompoziční vzor pro sochu Sv. Jana Evangelisty z Křimova (1515-1520) ve sbírce Oblastního muzea v Chomutově.
Díla Monogramisty I.E. jsou ve sbírkách Metropolitního muzea umění v New Yorku, Britského muzea nebo v The Clark Art Institute, Williamstown, Massachusetts.

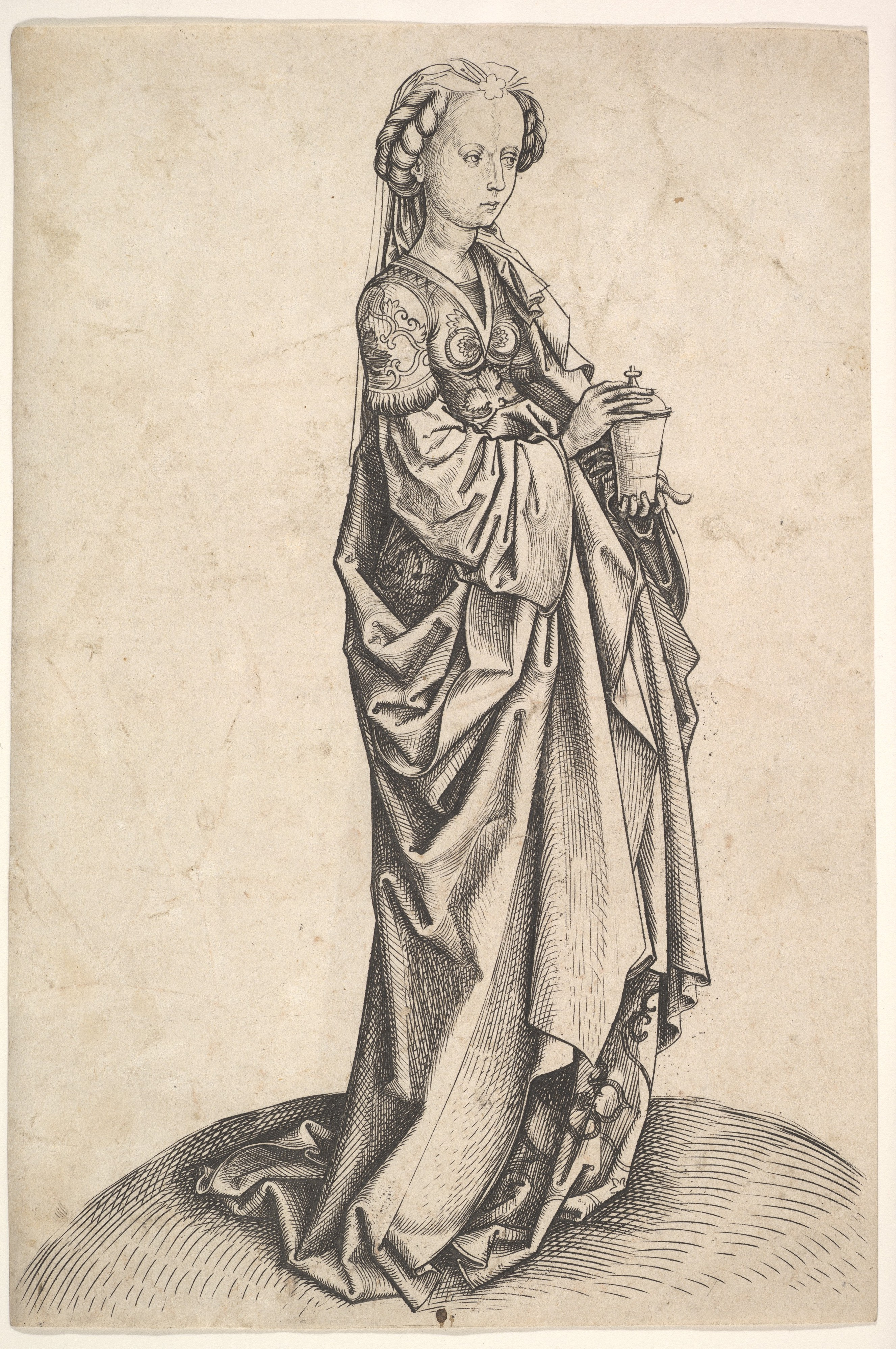
Maří Magdalena, Metropolitní muzeum umění
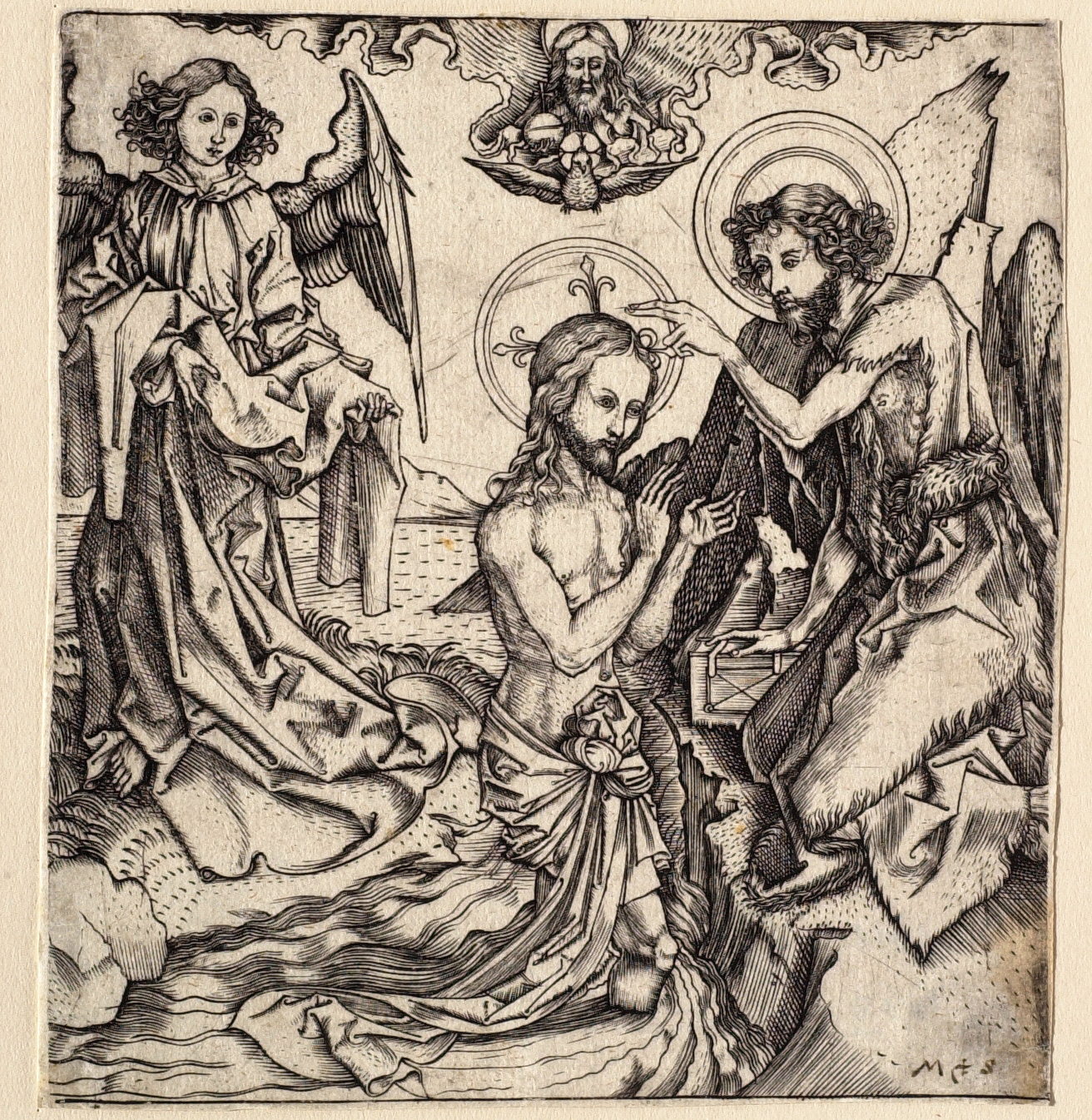
Křest Krista, The Clark Art Institute
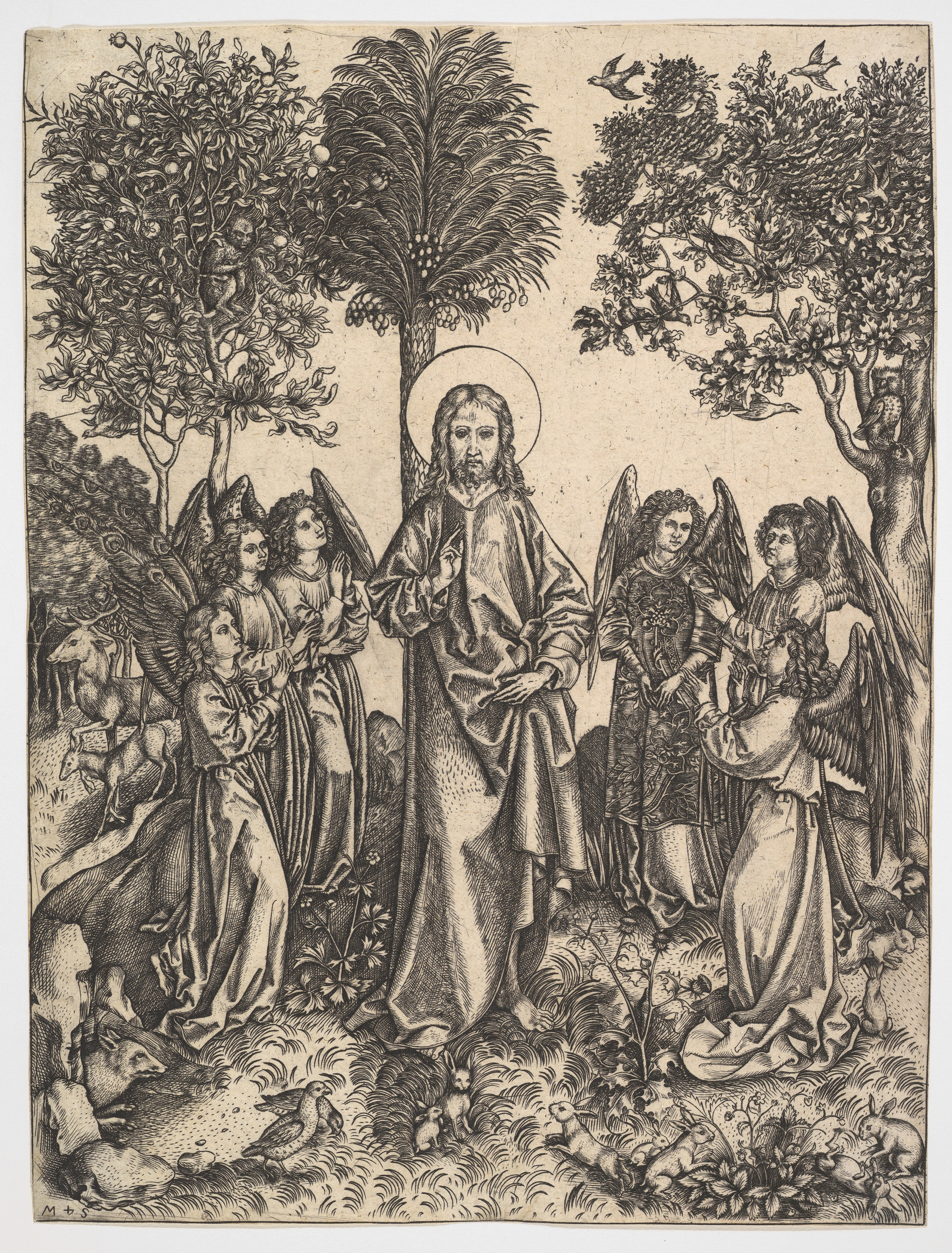
Kristus v divočině provázen anděly, Metropolitní muzeum umění